# Göran Lange

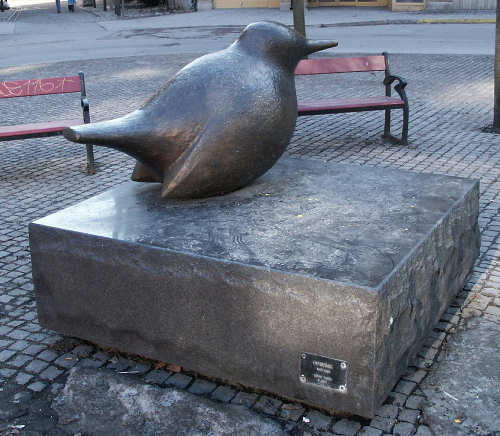
Vinterfågel, Katarina Bangata i Stockholm

Göran Gustav Yngvesson Lange, född 25 november 1930 i Målilla, död 20 november 2008 i Påskallavik, var en svensk skulptör och tecknare.
Göran Lange studerade vid Konstfackskolan i Stockholm, först på teckningslärarlinjen och sedan på skulpturlinjen, 1948–1955. Därefter fick han arbete hos stenhuggaren Folke Didriksson i Henriksdal och senare som ritare/formgivare på AGA:s radio- och TV-fabrik i Lidingö.
Lange var framför allt bildhuggare. Vid mitten på 1980-talet flyttade han till Påskallavik och öppnade stenhuggeri. Förutom egna verk arbetade han med att hugga fram andra konstnärers verk i granit, marmor eller kalksten och med att renovera äldre skulpturer. Sålunda arbetade han i två år tillsammans med Liss Eriksson för att hugga ut den senares mycket stora La Mano (rest 1977 vid Katarinavägen i Stockholm).
Göran Lange är gravsatt i minneslunden på Skogskyrkogården i Stockholm.

## Offentliga verk i urval
- Fågel, Stureby Sjukhem, Tussmötevägen 169-199 i Stockholm
- Hund, Stureby Sjukhem, Tussmötevägen 169-199 i Stockholm
- Skomakare, i Högsby
- Spanienkartan. vid skulpturen La Mano, Katarinavägen i Stockholm
- Kungsfågel, Fårbo
- Kungsfågel, kvarteret Kungsfågeln i Kalmar
- Vinterfågeln, Vintertullstorget på Södermalm i Stockholm
- Fjäril i sten, kolmårdsmarmor med inslag av granit
- staty i brons, Sandhamnsgatan 6-8 i Stockholm
- Gamla former nya normer, Stortorget, Örebro med Jenö Debröczy och Laszlo Marko, 1970
- Lange är representerad vid bland annat Nationalmuseum,[3] Moderna museet i Stockholm,[4] och Kalmar konstmuseum.[5].